# Poul Bredo Grandjean
Poul Bredo Grandjean, född 5 september 1880, död 29 juli 1957, var en dansk personhistoriker och heraldiker.
Poul Bredo Grandjean var son till Axel Grandjean. Han var från 1910 anställd i Rigsarkivet, från 1917 med tillsyn över dess sigillsamling, 1931 blev han arkivarie. Grandjean utgav förutom en rad släktutredningar flera viktiga heraldiska arbeten, såsom bland annat Dansk Heraldik (1919), Det danske Rigsvaaben (1926), Danske Købstæders Segl indtil 1660 (1937), Danske Herreders Segl indtil 1660 (1946), Danske Gilders Segl fra Middelalderen (1948).

## Utmärkelser
- Riddare av Isländska falkorden,  1921
- Riddare av Dannebrogorden,  1938[2]
- Dannebrogsmännens hederstecken,  1951[2]

[Redigera Wikidata]